# Marianne Pettersen
Marianne Pettersen (* 12. April 1975 in Oslo) ist eine ehemalige norwegische Fußballspielerin, die von 1994 bis 2003 auch für die norwegische Nationalmannschaft aktiv war.

## Karriere

### Vereine
Pettersen spielte den größten Teil ihrer Profi-Karriere für den norwegischen Verein Asker FK. Im Jahr 2001 wechselte sie nach England und spielte dort für die Frauenfußballabteilung des FC Fulham. 2003 beendete Pettersen ihre Karriere als aktive Fußballerin zunächst und kehrte vier Jahre später als Fitnesstrainerin und Assistentin von Eli Landsem zu Asker zurück. Aufgrund Verletzungspechs innerhalb der Mannschaft gab sie noch im gleichen Jahr ihr Comeback als Spielerin und beendete ihr Engagement als Co-Trainerin.

### Nationalmannschaft
Pettersen nahm in den Jahren 1996 und 2000 an den Olympischen Spielen teil und gewann dort mit ihrer Mannschaft die Bronze- beziehungsweise Goldmedaille. Außerdem spielte sie bei der Weltmeisterschaft 1995, bei der Norwegen sich den Titel sichern konnte, sowie den Weltmeisterschaften 1999 und 2003. Pettersen absolvierte zwischen 1994 und 2003 insgesamt 98 Spiele für die Nationalmannschaft Norwegens und erzielte dabei 66 Tore. Damit war sie zur bis zum 8. Oktober 2019 die erfolgreichste Torschützin der norwegischen Auswahl und wurde dann von Isabell Herlovsen abgelöst, die dafür aber 133 Länderspiele benötigte.

## Erfolge
- Weltmeisterin 1995
- Bronzemedaille Olympische Spiele 1996
- Goldmedaille Olympische Spiele 2000